# Constantin Daniel (ginecolog)
Constantin Daniel (n. 10 ianuarie 1876, Craiova - d. 1973, București)  a fost un renumit ginecolog și chirurg ginecolog român, membru al unui impresionant număr de instituții științifice internaționale (membru al Academiei franceze de Medicină, al Academiei de chirurgie din Paris, al Academiei de medicină din Roma, etc.). A absolvit Facultatea de Medicină din Paris. Profesor la Facultatea de Medicină din Iași, apoi din București. A fost președinte al Asociației Române contra cancerului. Membru fondator al Societății de Ginecologie din România și președinte al ei în mai multe rânduri. Este considerat fondatorul ginecologiei moderne în România și al oncologiei aparatului genital feminin. Printre problemele abordate de prof. Constantin Daniel se numără; rolul ovarului în patogenia fibromului uterin, cancerul organelor genitale, sterilitatea, inflamațiile anexiale, tuberculoza genitală, xantomatoza tubară, gușa ovariană, relațiile glandelor genitale cu glandele endocrine etc. El a  recomandat pentru prima dată blocajul novocainic al parametrelor în inflamațiile ginecologice, drenajul transcervical, histerectomia subtotală.